# Karin Aurivillius
Karin Aurivillius (29 febbraio 1920 – 22 marzo 1982) è stata una chimica e cristallografa svedese, docente presso l'Università di Lund. 
Ha determinato la struttura cristallina di molti composti del mercurio.
Durante gli anni '60, ha contribuito allo sviluppo della cristallografia in Svezia mentre lavorava a stretto contatto con il suo celebre marito e collega chimico, Bengt Aurivillius (1918-1994), professore di chimica inorganica all'Università di Lund.
Ha studiato le strutture cristalline utilizzando i raggi X e i metodi di diffrazione dei neutroni per rivelare la chimica strutturale dell'ossido di mercurio inorganico (II) o dei composti di solfuro. Alcune delle sue ricerche sono state condotte presso l’Istituto di Ricerca sull’Energia Atomica presso il dipartimento di ricerca sull’energia atomica, situato a Didcot, Oxfordshire, Regno Unito.

## Onorificenze
Il rarissimo minerale aurivilliusite fu chiamato così in onore di Karin Aurivillius, per "i suoi contributi significativi alla chimica cristallina dei composti inorganici contenenti mercurio." Il minerale è grigio scuro-nero con una striscia rosso-marrone scuro e è stato trovato in una piccola fossa prospettica vicino alla miniera di mercurio abbandonata di Clear Creek in California.

## Opere selezionate
- (EN) Aurivillius, Karin, The Crystal Structure of Mercury(II)oxide Studied by X-Ray and Neutron Diffraction Methods [La struttura cristallina dell'ossido di mercurio (II) studiata con metodi di diffrazione di raggi X e neutroni], in Acta Chemica Scandinavica, n. 10, 1956,  pp. 852-866, DOI:10.3891/acta.chem.scand.10-0852.
- (EN) Aurivillius, Karin, The structural chemistry of inorganic mercury (II) compounds: some aspects of the determination of the positions of" light" atoms in the presence of" heavy" atoms in crystal structures [La chimica strutturale dei composti inorganici del mercurio (II): alcuni aspetti della determinazione delle posizioni di atomi" leggeri "in presenza di atomi" pesanti "in strutture cristalline], Uppsala, Stockholm University, 1965.
- (EN) Aurivillius, Karin e Inga-Britt Carlsson,, The Structure of Hexagonal Mercury(II)oxide [La struttura dell'ossido di mercurio esagonale (II)], in Acta Chemica Scandinavica, n. 12, 1958,  p. 1297, DOI:10.3891/ACTA.CHEM.SCAND.12-1297.
- (EN) Aurivillius, Karin e Bo Arne Nilsson, The crystal structure of mercury(II)phosphate, Hg3(PO4)2 [La struttura cristallina del fosfato di mercurio (II), Hg3 (PO4) 2], in Zeitschrift für Kristallographie - Crystalline Materials, vol. 141, n. 1-2, 1975,  pp. 1-10, ISSN 2196-7105 (WC · ACNP).
- (EN) Aurivillius, Karin e Claes Stålhandske, A reinvestigation of the crystal structures of HgSO4 and CdSO4 [Una nuova indagine sulle strutture cristalline di HgSO4 e CdSO4], in Zeitschrift für Kristallographie - Crystalline Materials, vol. 153, n. 1-2, 1980,  pp. 121-129.
- (EN) Aurivillius, Karin e Folkmarson, Lena, The Crystal Structure of Terlinguaite Hg4O2Cl2 [La struttura cristallina della terlinguaite Hg4O2Cl2], in Acta Chemica Scandinavica, n. 22, 1968,  pp. 2529-2540, DOI:10.3891/acta.chem.scand.22-2529.